# Generalszug

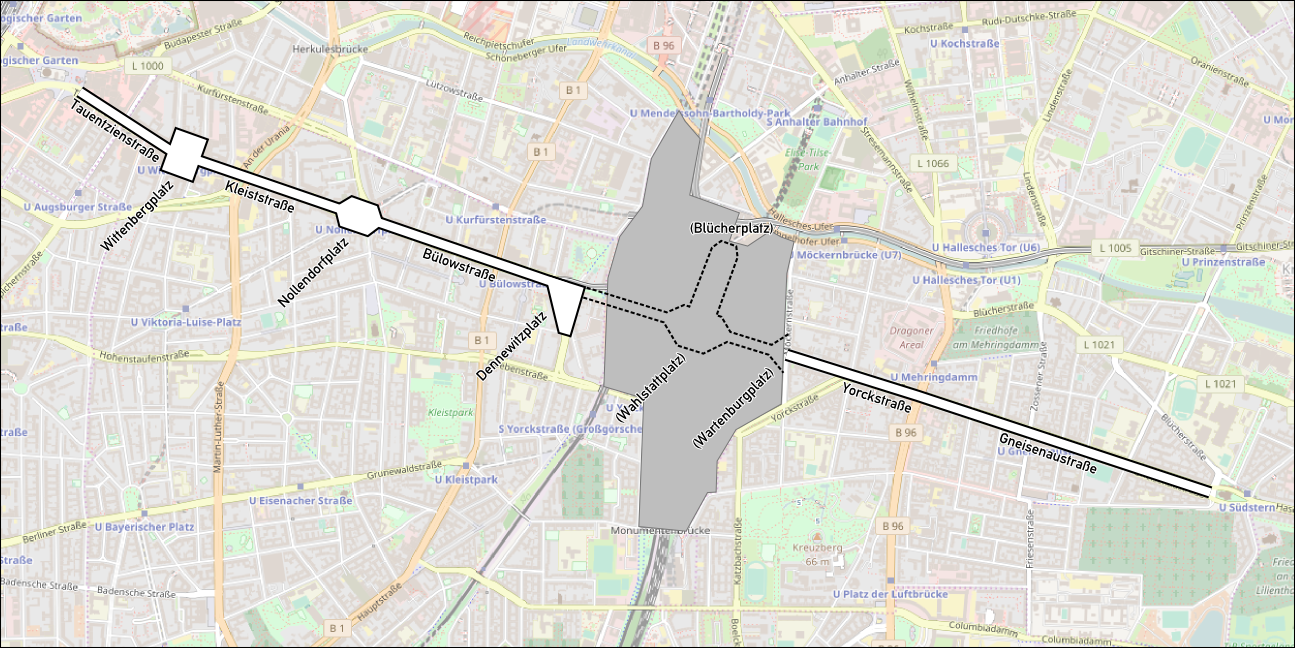
Mappa

Il Generalszug (in tedesco "successione di generali") è un tracciato stradale di Berlino, nei quartieri di Charlottenburg, Schöneberg e Kreuzberg.
Progettato dal piano Hobrecht come tratto meridionale della strada di circonvallazione, è stato realizzato come strada di prestigio. I tratti stradali sono intervallati da piazze con funzione decorativa (Schmuckplatz).
Il tratto fra Schöneberg e Kreuzberg non poté essere realizzato rettilineo come previsto, a causa dell'ampliamento delle aree ferroviarie. Il loro attraversamento avviene perciò con una deviazione verso sud (Yorckbrücken).
Il Generalszug comprende, procedendo da ovest verso est:
- Breitscheidplatz
- Tauentzienstraße, dedicata al generale prussiano Bogislav Friedrich Emanuel von Tauentzien
- Wittenbergplatz, dedicata alla battaglia di Wittenberg
- Kleiststraße, dedicata al generale prussiano Friedrich von Kleist
- Nollendorfplatz, dedicata alla battaglia di Nollendorf (oggi Nakléřov)
- Bülowstraße, dedicata al generale prussiano Friedrich Wilhelm von Bülow
- Dennewitzplatz, dedicata alla battaglia di Dennewitz
- Hornstraße, dedicata al generale prussiano Heinrich Wilhelm von Horn
- Yorckstraße, dedicata al generale prussiano Ludwig Yorck von Wartenburg
- Gneisenaustraße, dedicata al generale prussiano August Neidhardt von Gneisenau.

## Galleria d'immagini

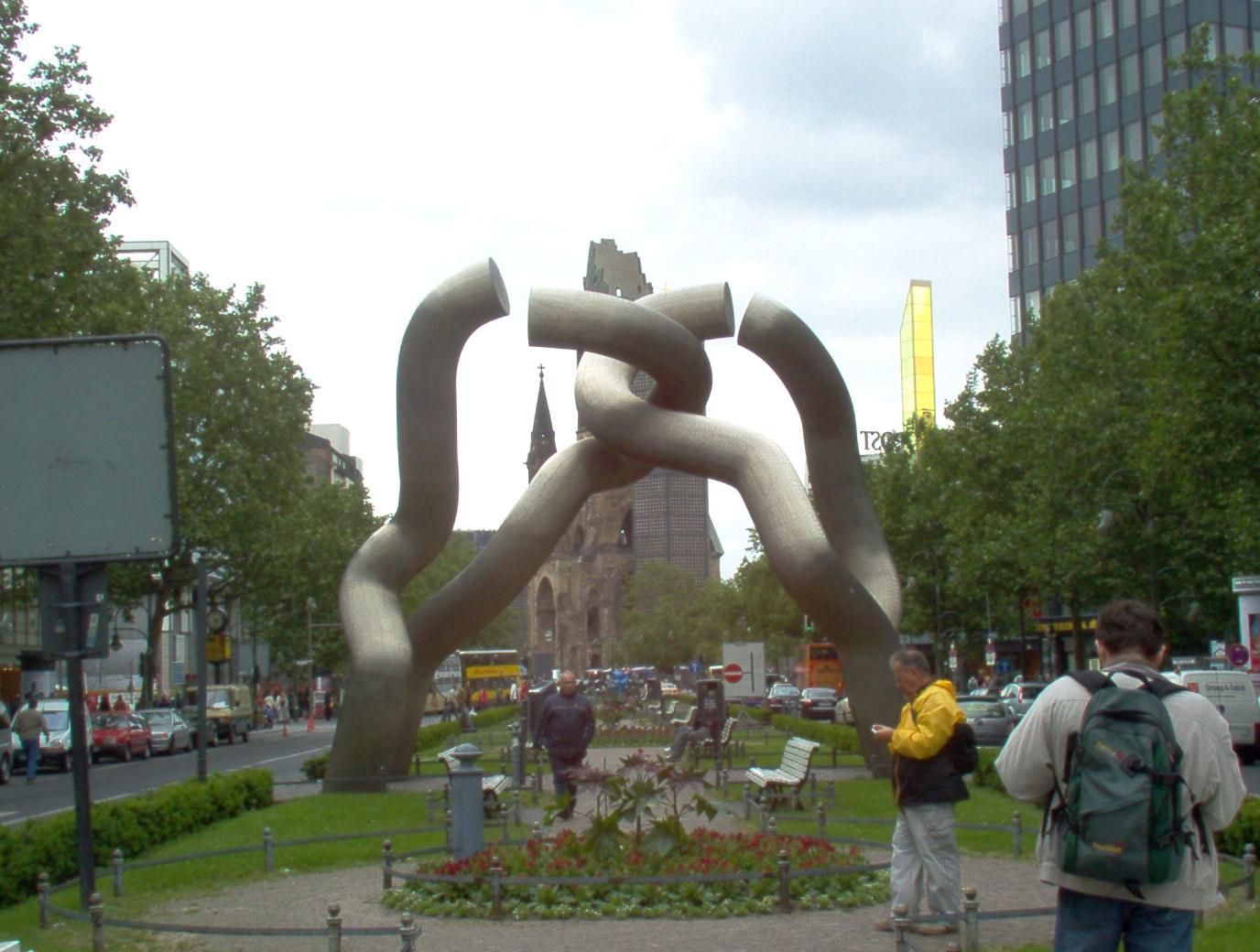
Tauentzienstraße con la scultura Berlin
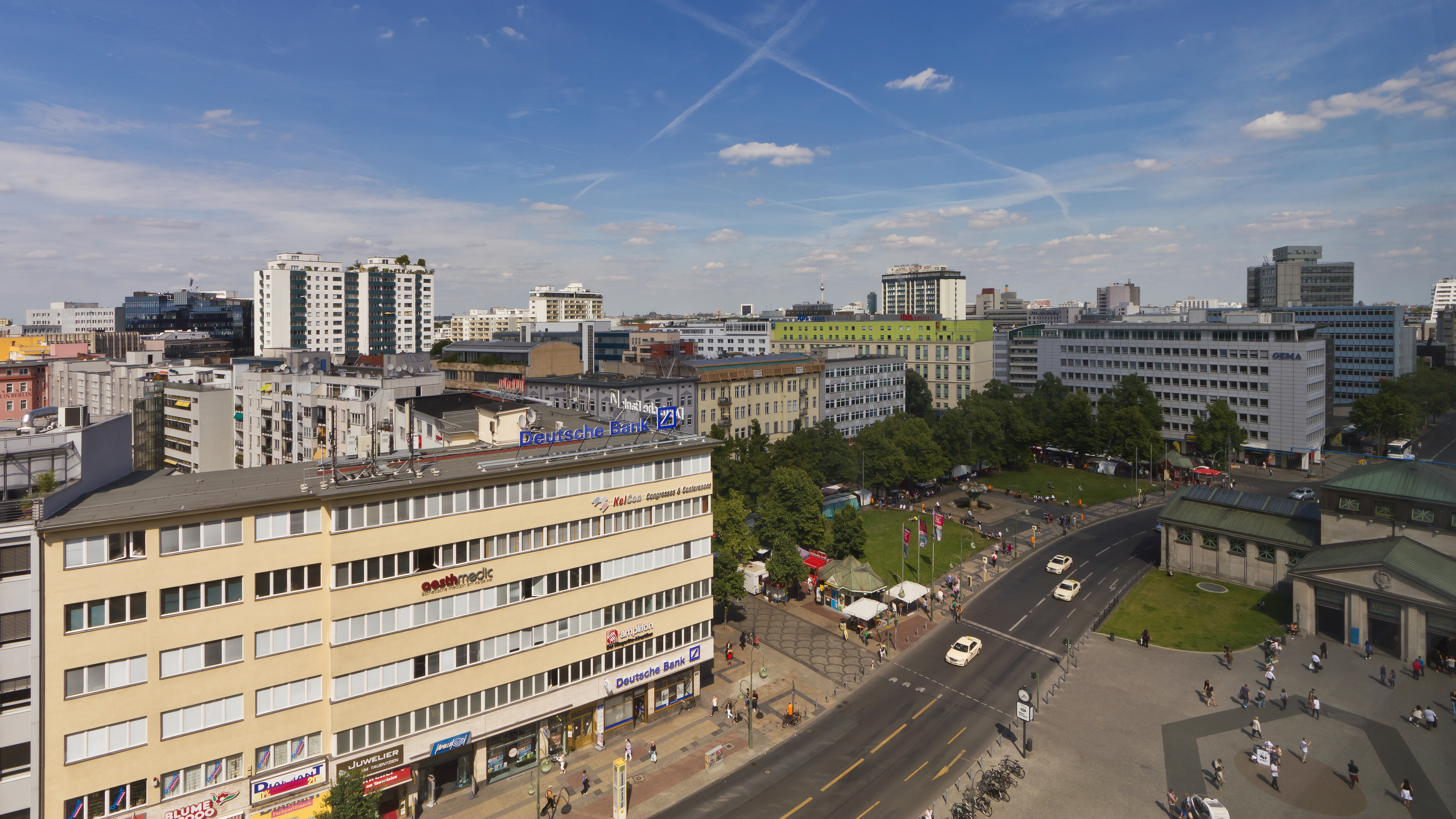
Wittenbergplatz
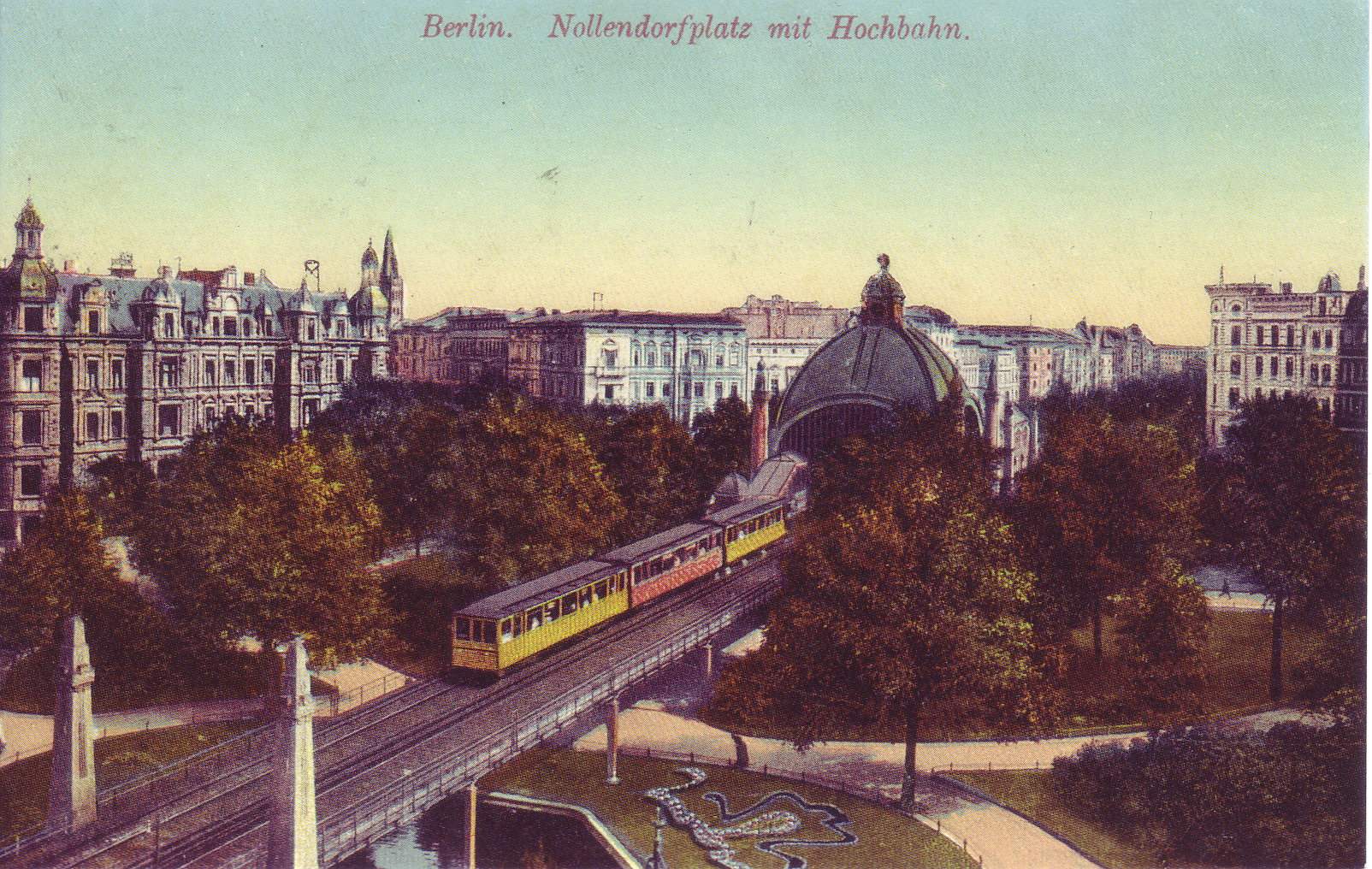
Nollendorfplatz (1900)
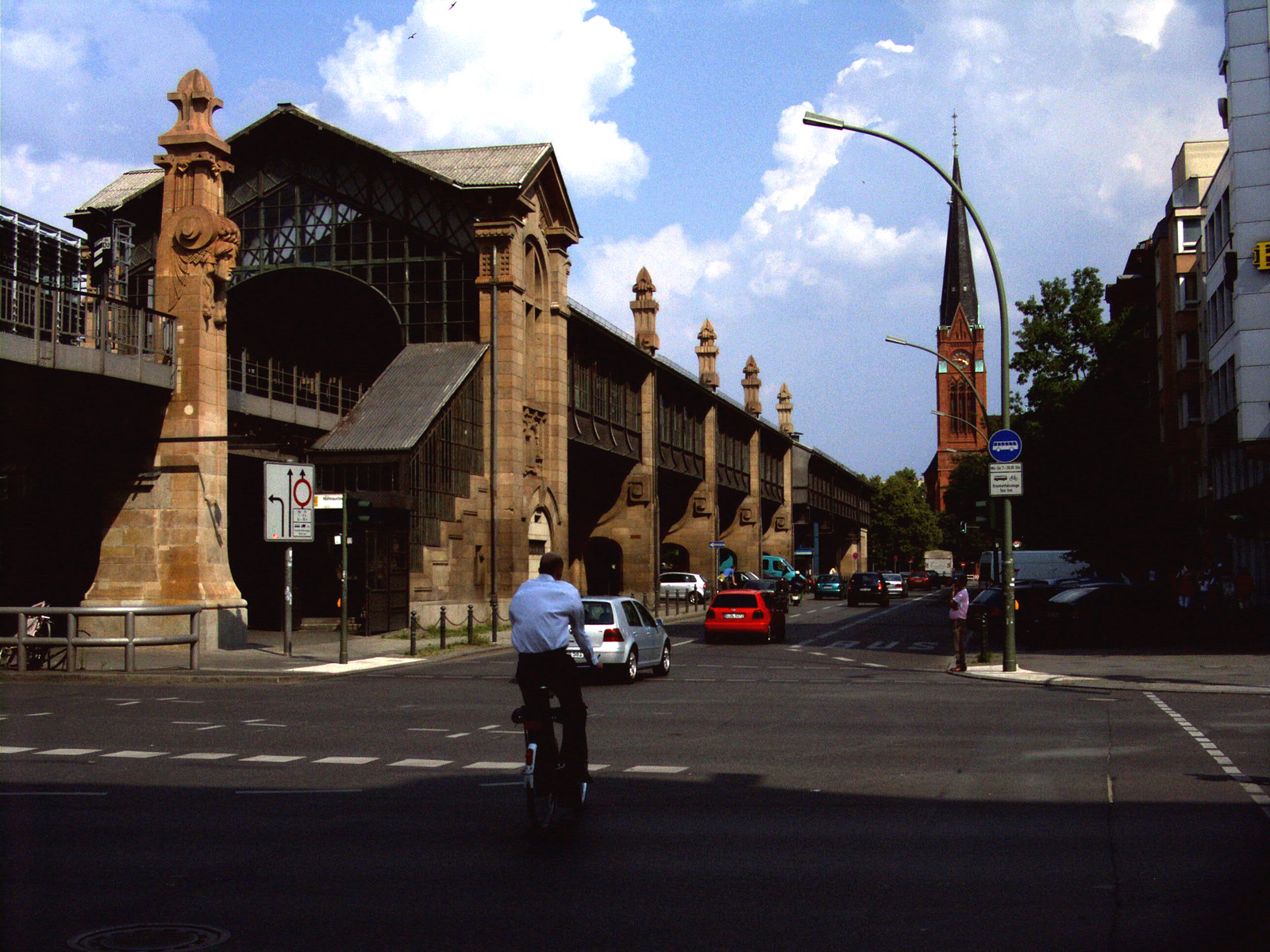
Bülowstraße
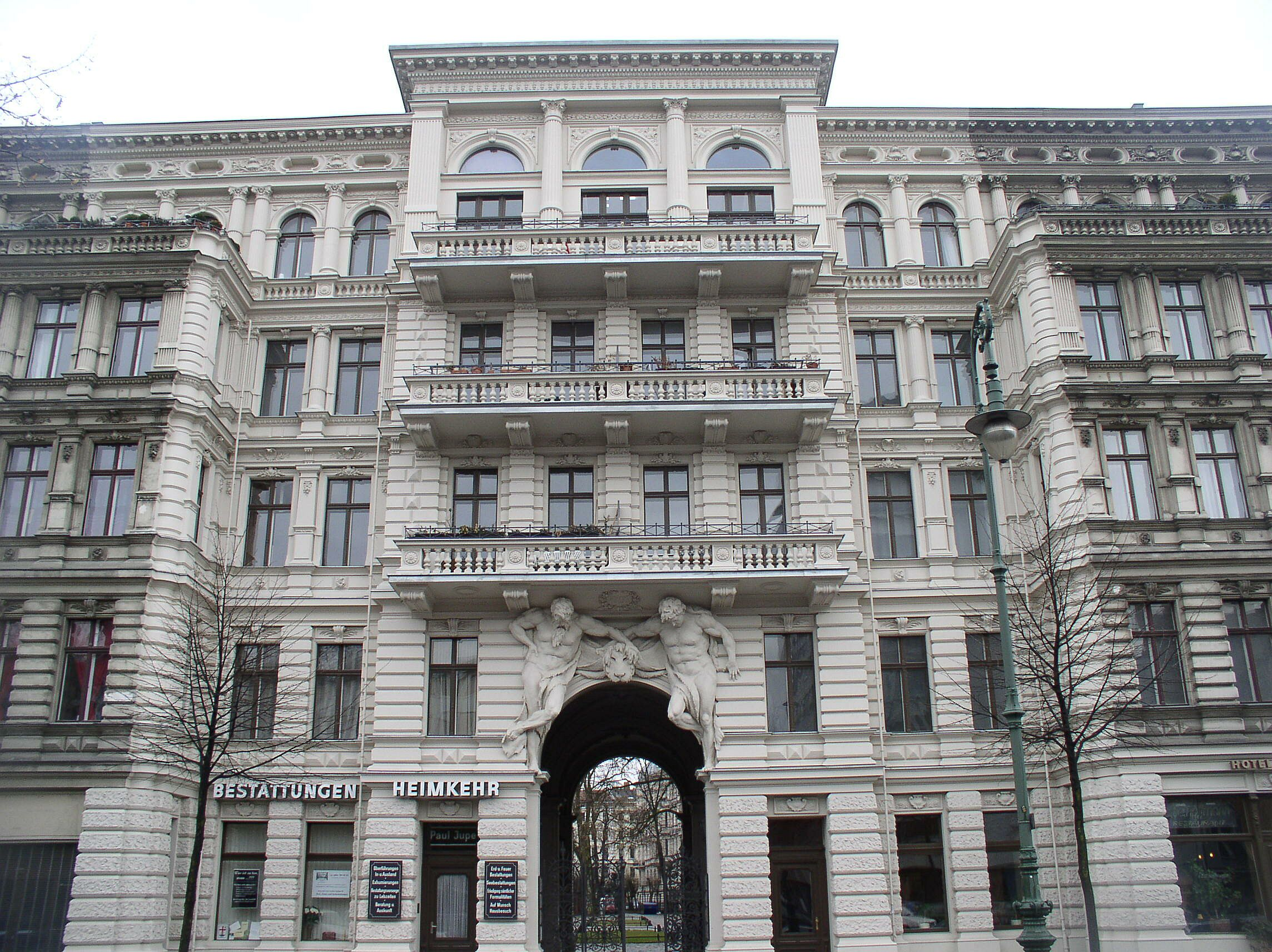
Yorckstraße
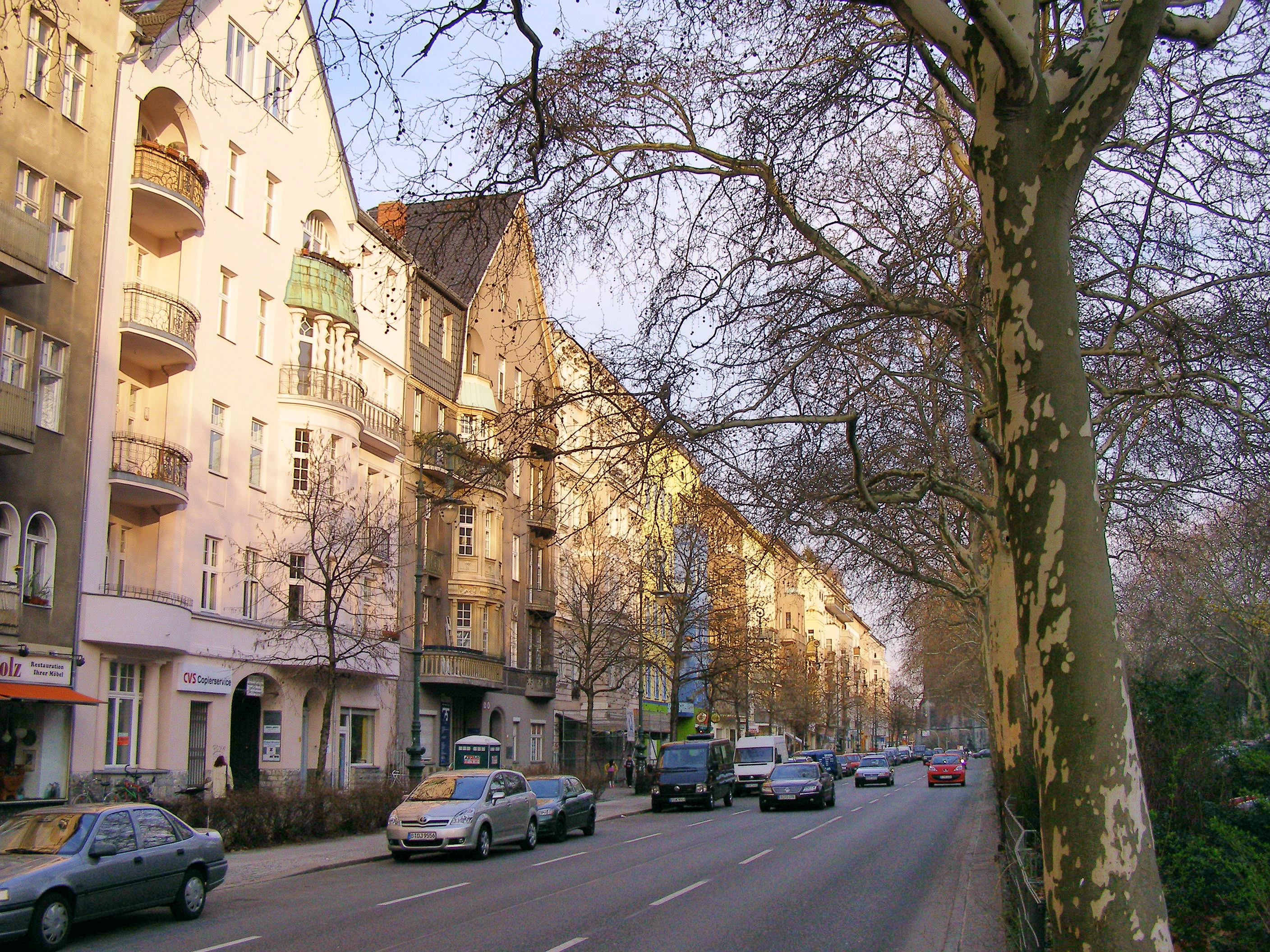
Gneisenaustraße